# Burni Pining
Burni Pining är ett berg i Indonesien.   Det ligger i provinsen Aceh, i den västra delen av landet, 1 600 km nordväst om huvudstaden Jakarta. Toppen på Burni Pining är 2 060 meter över havet, eller 293 meter över den omgivande terrängen. Bredden vid basen är 4,9 km.
Terrängen runt Burni Pining är bergig västerut, men österut är den kuperad.Runt Burni Pining är det mycket glesbefolkat, med 2 invånare per kvadratkilometer. Det finns inga samhällen i närheten. I omgivningarna runt Burni Pining växer i huvudsak städsegrön lövskog.